# Савченко Олександра Яківна
Олександра Яківна Савченко (8 травня 1942, Ізмаїл — 6 листопада 2020) — радянська та українська педагогиня, віцепрезидентка Національної академії педагогічних наук України, головна наукова співробітниця відділу початкової освіти Інституту педагогіки НАПН України, академік-засновниця Національної академії педагогічних наук України, докторка педагогічних наук, професорка, заслужена працівниця освіти України, почесна професорка багатьох ЗВО України, фахівчиня в галузі загальної педагогіки і дидактики початкової школи.

## Біографія
Олександра Савченко народилася 8 травня 1942 року в м. Ізмаїл (нині Одеської області).
В 1963 році закінчила факультет педагогіки і методики початкового навчання Ізмаїльського державного педагогічного інституту.
З 1963 по 1967 роки працювала вчителем початкових класів шкіл м. Києва та викладачем Київського державного педагогічного інституту імені О. М. Горького.
В 1967 році вступила до аспірантури Науково-дослідного інституту педагогіки. Потім пройшла шлях від молодшого наукового співробітника до завідувачки лабораторії початкового навчання інституту.
У 1971 році захистила кандидатську дисертацію «Дидактичний прийом порівняння як засіб навчання і розвитку молодших школярів». А у 1984 році — докторську дисертацію.
В 1992 році була призначена на посаду головного ученого секретаря новоствореної Академії педагогічних наук України.

### Робота в Міністерстві освіти України
У період 1995 по 2000 роки Олександра Яківна займала посаду заступника Міністра освіти України за керівництва освітнім відомством Михайлом Захаровичем Згуровським та Валентином Олександровичем Зайчуком.
Брала активну участь у підготовці законодавчої бази і формуванні стратегії розвитку української освіти і науки. Є одним із авторів Державного стандарту для основної і старшої школи, концепції 12-річної загальноосвітньої школи.

## Наукова діяльність
Є авторкою педагогічної системи формування пізнавальної самостійності молодших школярів.
Підготувала 15 докторів і 32 кандидатів наук з педагогіки. Голова Міжвідомчої ради з координації наукових досліджень з педагогічних і психологічних наук в Україні, очолювала Всеукраїнську асоціацію Василя Сухомлинського. Входила до складу спеціалізованих рад із захисту докторських дисертацій та до складу редколегій низки фахових видань, до президії ВАК України.
Опублікувала майже 700 наукових праць. Серед них: монографії «Розвиток пізнавальної самостійності молодших школярів», підручник для студентів «Дидактика початкової освіти», посібники «Сучасний урок у початкових класах», «Виховний потенціал початкової освіти», підручники і методичні посібники з літературного читання, основ здоров'я.

## Праці
- Савченко О. Я. Дидактика початкової школи: Підручник для вузів / Олександра Яківна Савченко . — Київ: Генеза, 2002 . — 368 с. — Бібліогр. у підстроч. приміт. — ISBN 966-504-295-5 .
- Савченко О. Я. Теоретичні підходи до визначення якості шкільної освіти [Текст] / О. Я. Савченко // Шлях освіти. — 2006. — N4. — С. 2-6
- Савченко О. Я. Розвивальний потенціал змісту освіти у 12-річній школі / О. Я. Савченко // Шлях освіти. — 2008. — N 2. — С. 2-7
- Савченко О. Я. Досвід реформування української освіти: уроки і подальший поступ [Текст] / О. Я. Савченко // Шлях освіти. — 2010. — N 3. — С. 2-6
- Савченко О. Я. Компетентнісний підхід як чинник модернізації початкової освіти / О. Я. Савченко // Наука і освіта: наук.-практ. журн. Півд. наук. Центру АПН України. — 2011. — № 4(Педагогика). — С. 13-16.
- Савченко О. Я. Взаємозв'язок ключових і предметних компетентностей у контексті формування у молодших школярів уміння вчитися / О. Я. Савченко // Імідж сучасного педагога. — 2012. — № 6. — С. 3-6.
- Савченко О. Я. Розвиток змісту початкової освіти в умовах державного суверенітету України: методологічний, законодавчий, дидактичний аспекти [Текст] / О. Я. Савченко // Педагогічна і психологічна науки в Україні: Збірник наукових праць: в 5 т. / Нац. акад. пед. наук України. — Київ: Педагогічна думка, 2012. — Т. 3 : Загальна середня освіта. — С. 61-74 . — ISBN 978-966-644-215-7

## Нагороди та звання
- Ордени «Знак Пошани», княгині Ольги І, II, III ступеня, князя Ярослава Мудрого V ступеня (2017)[4];
- Звання «Заслужений працівник освіти України» (1992);
- Відмінник народної освіти УРСР (1977)[5];
- Почесна Грамота Верховної Ради України, Почесна грамота Кабінету Міністрів України;
- Медалі НАПН України «Ушинський К. Д.», «Григорій Сковорода»;
- Нагрудні знаки Міністерства освіти і науки України «Василь Сухомлинський», «А. С. Макаренко»[6];[1]
- премія в галузі дидактики імені Василя Помагайби[3]
- Рішенням Вченої ради Університету від 7 грудня 2009 р. (протокол № 11) О. Я. Савченко присвоєно звання почесного професора Київського університету імені Бориса Грінченка[7]